# Carlos Olmedo
Carlos César Olmedo (18 giugno 1960) è un ex calciatore paraguaiano, di ruolo centrocampista.

## Carriera

### Club
Ha giocato nella massima serie del campionato paraguaiano con Sportivo Luqueño e Cerro Porteño.

### Nazionale
Nel 1983 ha disputato 11 partite in Nazionale, partecipando alla Copa América 1983.